# Pic Pic et André
 (décembre 2012).
Si vous disposez d'ouvrages ou d'articles de référence ou si vous connaissez des sites web de qualité traitant du thème abordé ici, merci de compléter l'article en donnant les références utiles à sa vérifiabilité et en les liant à la section « Notes et références ».
Le Pic Pic André Shoow est une série de courts métrages d'animation de 4 épisodes (un premier en 1988 intitulé Picpic Andre Shoow qui peut être considéré comme le "numéro zéro" de la série, The first en 1995, Le deuxième en 1997 et Quatre moins un en 1999) réalisés par Vincent Patar et Stéphane Aubier. Les personnages principaux sont Pic Pic, un cochon magique (ou "magik") et André, un mauvais cheval. Bien qu'appartenant à la même série, ils ne se rencontrent jamais dans leurs aventures et vivent dans deux univers séparés (excepté dans le générique et un épisode bonus de quelques secondes).
L'épisode commence toujours par une aventure d'André et Coboy dans laquelle André se fera tuer par Coboy qui ira pleurer sur sa tombe. Ensuite vient une aventure, plus longue, de Pic Pic, qui finit bien. Puis vient la suite de l'aventure d'André où celui-ci ressuscite pour se venger de Coboy, mais qui finira de la même manière (André se refait tuer par Coboy, qui revient pleurer sur sa tombe). Finalement, un bonus vient compléter l'épisode.
Une série de strips indépendants étaient également publiés chaque semaine dans l'hebdomadaire belge francophone Télémoustique.

## Les personnages

### Pic Pic
Pic Pic porte une chemise bleue, il n'est pas très intelligent mais a bon cœur. 

Afin de devenir magique, Pic Pic doit effectuer une danse qui consiste à faire des tours puis de se secouer les épaules. Il peut ensuite s'envoler accompagné de son trident magique. Pour redevenir "normal" Pic pic doit taper avec son poing dans la paume de son autre main.

### André et Coboy
André est le cheval de Coboy le cow-boy. Son passe temps favori est de jouer des mauvais tours et boire de la bière. Par colère, Coboy tue toujours André, puis pris de remords il va pleurer sur sa tombe. André finit toujours par ressusciter et l'histoire se répète.

### Personnages secondaires
On rencontre au fil des épisodes : 
- Un poussin géant.
- Un monstre marin.
- Un auto-stoppeur.
- Un caribou.
- Un robot géant (parodie de Goldorak et autres anime).
- Le monstre de Frankenstein.

## Les voix
Les personnages ne parlent pas beaucoup, seulement quelques mots ponctuellement. Ils ont un lourd accent belge (liégeois), ce qui participe au comique de l'action tout en donnant une réelle identité à la série. Ce sont des scripts et dialogues courts.